# New Zealand Plant Conservation Network
New Zealand Plant Conservation Network (NZPCN) je nestátní nezisková organizace věnující se ochraně a obnově původního života rostlin na Novém Zélandu, včetně cévnatých rostlin, mechů, játrovek, hlevíků a lišejníků.

## Popis
Organizace byla založena v roce 2003 a má celosvětové členství. Síť byla zřízena jako mechanismus na podporu provádění novozélandské strategie biologické rozmanitosti a globální strategie pro ochranu rostlin. Členy jsou botanici, nevládní organizace, výzkumné ústavy (univerzity, soukromé podniky, botanické zahrady, školy), zaměstnanci ústřední a místní správy, členové veřejnosti, programy ekologické obnovy a soukromí vlastníci půdy.

### Cíle
Organizace má vizi, že ‚‚žádné původní druhy rostlin nevyhynou ani nebudou vystaveny riziku vyhynutí v důsledku lidské činnosti nebo lhostejnosti a že bohatý, rozmanitý a jedinečný rostlinný život na Novém Zélandu bude uznáván, opečováván a chráněn.‘‘
Síť pracuje na šíření informací o původních rostlinách prostřednictvím webových stránek a publikací.

### Činnosti
Od založení organizace vybudovala webovou stránku na ochranu rostlin, která uchovává informace o všech původních rostlinách na Novém Zélandu, založila národní banku semen pro ohrožené rostliny a byl vyvinut školicí program pro ochranu rostlin pro Maory.

### Publikace
Organizace vydává svůj měsíční zpravodaj Trilepidea a zveřejnila kontrolní seznamy původních cévnatých rostlin Nového Zélandu. Síť každoročně uděluje ceny za ochranu rostlin. 